# 李佩珊
李佩珊（1924年3月14日—2004年2月28日），女，江苏镇江人，中国科学史家。曾任中国科学院自然科学史研究所副所长、近现代史研究室主任。

## 生平
1946年毕业于辅仁大学化学系。1950年在燕京大学研究院、协和医学院获硕士学位。

## 学术贡献
主要从事近现代科学史的研究。

## 社会兼职
先后担任中国科学技术史学会秘书长、副理事长，中国自然辩证法研究会常务理事，国际科学史与科学哲学联盟科学史分部理事等职，并任《自然科学史研究》等学术刊物编委。